# Югославский динар
Дина́р был валютой трёх югославских государств: Королевства Югославия (бывшее Королевство Сербов, Хорватов и Словенцев), СФРЮ и СРЮ, а также Республики Сербской и Республики Сербская Краина. Динар состоял из 100 пар. В начале XXI века использовался только на территории Сербии (без Косова и Метохии), в 2003 году переименован в сербский динар.

## Банкноты

### Динар 1918 года

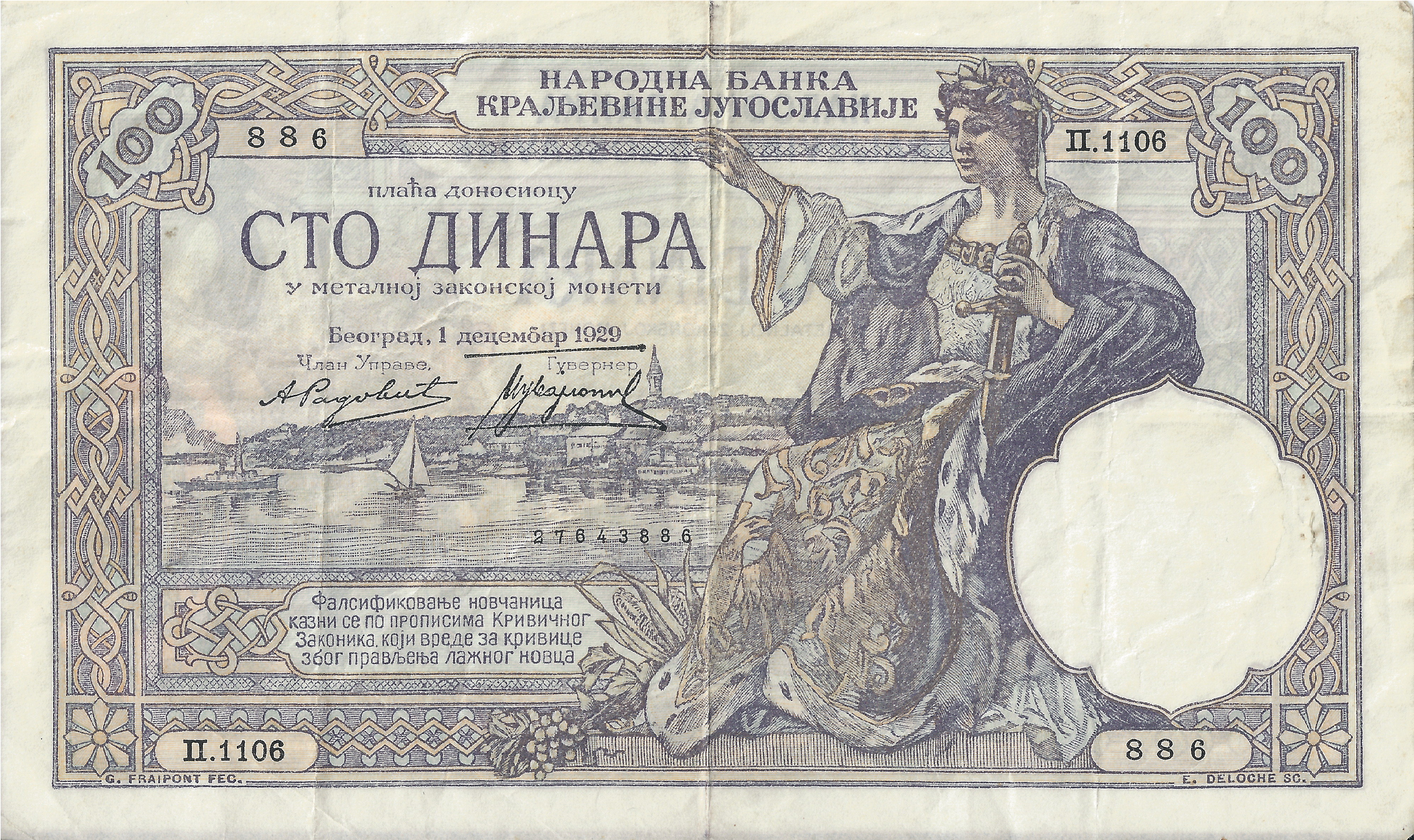
100 югославских динаров. 1929 год

В 1920 году Национальный банк Королевства Сербов, Хорватов и Словенцев выпустил банкноты 10, 100 и 1000 динаров. После изменения названия страны на Югославию в 1929 году, были выпущены модифицированные банкноты 10 и 100 динаров. В 1931 году была выпущена новая банкнота 1000 динаров, а 1935 году — 500 динаров. В 1939 году была выпущена банкнота в 10 динаров нового образца.

### Динар 1944 года
В 1944 году Демократическая Федеративная Югославия выпустила банкноты 1, 5, 10, 20, 50, 100, 500 и 1000 динаров. Затем, в 1946 году банкноты достоинством 50, 100, 500 и 1000 динаров выпустил Национальный банк Федеративной Народной Республики Югославия. Банкнота 5000 динаров была введена в 1950 году.
Динар заменил выпускавшиеся коллаборационистскими властями сербский динар (1 югославский : 20 сербских) и куну НГХ (1 динар : 40 кун).
Также выпускались цинковые монеты в 50 пара, 1, 2 и 5 динар. Номинал писался латиницей, а название страны (Югославия) — кириллицей.

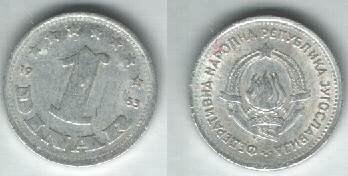
В 1953 г. выпущены алюминиевые монеты в 1 динар

В 1953 г. выпущены алюминиевые монеты в 50 пара, 1, 2 и 5 динар, у которых чередовались написание кириллицей и латиницей названия страны (Федеративная народная республика Югославия) и номинала. В 1955 г чеканятся монеты в 10, 20 и 50 динар.
В 1963 г. все те же монеты (кроме 50 пара) выпускаются с новым названием страны — Социалистическая федеративная республика Югославия.

### Динар 1966—1989 года
В 1966 году были введены банкноты достоинством 5, 10, 50 и 100 динаров (датированные 1965 годом). Банкнота 500 динаров была введена в 1970 году, а в 1974 году добавлены 20 и 1000 динаров.
Также чеканились монеты, отличительной особенностью которых был номинал на 4 языках. Первая серия (1965 года): 5 пара (есть также вариант с одноязычным номиналом), 10, 20, 50 пара, 1 динар (1965 — один язык, 1968 — два языка). Начиная с 1970 года выпущена новая серия монет номиналами в 1, 2, 5 и 10 динар (номинал на 4 языках, обрамлённый венком и звёздами).
С 1982 г. выпускается новая серия разменных монет. Дизайн стороны с номиналом упростился. Были выпущены монеты в 25, 50 пара, 1, 2, 5 (1982—1986), 10 (1982—1988), 20 (1985—1987), 50 (1985—1988), 100 (1985—1988) динар.
В 1988—1989 г., когда темпы инфляции постепенно нарастали, появляется серия монет с крупными номиналами в квадрате: 10, 20, 50, 100 динар.
| Серия 1965—1986 года                            | Серия 1965—1986 года | Серия 1965—1986 года | Серия 1965—1986 года | Серия 1965—1986 года | Серия 1965—1986 года                                                        | Серия 1965—1986 года      | Серия 1965—1986 года |
| Изображение                                     | Изображение          | Номинал (динаров)    | Размеры (мм)         | Основные цвета       | Описание                                                                    | Описание                  | Годы печати          |
| Лицевая сторона                                 | Оборотная сторона    | Номинал (динаров)    | Размеры (мм)         | Основные цвета       | Лицевая сторона                                                             | Оборотная сторона         | Годы печати          |
| ----------------------------------------------- | -------------------- | -------------------- | -------------------- | -------------------- | --------------------------------------------------------------------------- | ------------------------- | -------------------- |
|                                                 |                      | 5                    | 135×64               | зелёный              | девушка с серпом                                                            | полевые работы            | 1965                 |
|                                                 |                      | 5                    | 123×59               | зелёный              | девушка с серпом                                                            | номинал                   | 1968                 |
|                                                 |                      | 10                   | 142×68               | коричневый           | сталевар Ариф Хералич на фоне литейной печи                                 | металлургический комбинат | 1965                 |
|                                                 |                      | 10                   | 131×62               | коричневый           | сталевар Ариф Хералич на фоне литейной печи                                 | номинал                   | 1968 1978 1981       |
|                                                 |                      | 20                   | 139×66               | фиолетовый           | корабль в порту                                                             | номинал                   | 1974 1978 1981       |
|                                                 |                      | 50                   | 150×70               | синий                | барельеф Ивана Мештровича в здании Народной скупщины в Белграде             | здание Народной скупщины  | 1965                 |
|                                                 |                      | 50                   | 139×66               | синий                | барельеф Ивана Мештровича в здании Народной скупщины в Белграде             | номинал                   | 1968 1978 1981       |
|                                                 |                      | 100                  | 147×70               | красный              | скульптура «Мир» Антуна Августинчича напротив штаб-квартиры ООН в Нью-Йорке | номинал                   | 1965 1978 1981 1986  |
|                                                 |                      | 500                  | 155×74               | оливково-зелёный     | памятник Николе Тесле в Ниагара-Фолс                                        | номинал                   | 1970 1978 1981 1986  |
|                                                 |                      | 1000                 | 163×78               | тёмно-синий          | женщина с фруктами                                                          | номинал                   | 1974 1978 1981       |
| Масштаб изображений — 1,0 пикселя на миллиметр. |                      |                      |                      |                      |                                                                             |                           |                      |

| Серия 1985—1989 года                            | Серия 1985—1989 года | Серия 1985—1989 года | Серия 1985—1989 года | Серия 1985—1989 года | Серия 1985—1989 года              | Серия 1985—1989 года                    | Серия 1985—1989 года |
| Изображение                                     | Изображение          | Номинал (динаров)    | Размеры (мм)         | Основные цвета       | Описание                          | Описание                                | Годы печати          |
| Лицевая сторона                                 | Оборотная сторона    | Номинал (динаров)    | Размеры (мм)         | Основные цвета       | Лицевая сторона                   | Оборотная сторона                       | Годы печати          |
| ----------------------------------------------- | -------------------- | -------------------- | -------------------- | -------------------- | --------------------------------- | --------------------------------------- | -------------------- |
|                                                 |                      | 5000                 | 165×76               | синий, фиолетовый    | Иосип Броз Тито                   | панорама Яйце                           | 1985                 |
|                                                 |                      | 20 000               | 170×78               | коричневый           | шахтёр Алия Сиротанович           | проходческий комбайн                    | 1987                 |
|                                                 |                      | 50 000               | 175×80               | зелёный              | девушка                           | панормама Дубровника                    | 1988                 |
|                                                 |                      | 100 000              | 180×82               | красный              | девочка                           | буквы и цифры                           | 1989                 |
|                                                 |                      | 500 000              | 145×75               | фиолетовый           | мемориальный комплекс в Мраковице | памятник павшим воинам в Долине героев  | 1989                 |
|                                                 |                      | 1 млн                | 151×72               | оливковый, оранжевый | молодая крестьянка                | колос пшеницы                           | 1989                 |
|                                                 |                      | 2 млн                | 145×75               | коричневый           | мемориальный комплекс в Мраковице | памятник «Перебитое крыло» в Крагуеваце | 1989                 |
| Масштаб изображений — 1,0 пикселя на миллиметр. |                      |                      |                      |                      |                                   |                                         |                      |

В 1985 году начался выпуск новой серии банкнот. Первой была выпущена бона 5000 динаров с портретом президента Тито. По мере усиления инфляции, выпускались боны всё больших и больших номиналов: 20 000 динаров (в 1987 году); 50 000 динаров (в 1988 году); 100 000, 500 000, 1 млн и 2 млн динаров (в 1989 году). Банкнота 2 млн динаров отличается от остальных тем, что на ней отсутствует портрет, а вместо него — изображение монумента на горе Козара.

### Динар 1990 года
В 1990 году прошла деноминация в соотношении 1:10 000, и были выпущены новые банкноты 10, 50, 100, 200, 500 и 1000 динаров. Дизайн новых бон был сходен с соответствующими по покупательной способности старыми бонами. В 1991 году была введена банкнота 5000 динаров.
Также чеканились монеты номиналом 10, 20, 50 пара, 1, 2 и 5 динар. По дизайну они ничем не отличались от монет прежнего динара, кроме небольших отличий в размере.
| Серия 1990—1991 года                            | Серия 1990—1991 года | Серия 1990—1991 года | Серия 1990—1991 года | Серия 1990—1991 года  | Серия 1990—1991 года              | Серия 1990—1991 года                                   | Серия 1990—1991 года |
| Изображение                                     | Изображение          | Номинал (динаров)    | Размеры (мм)         | Основные цвета        | Описание                          | Описание                                               | Годы печати          |
| Лицевая сторона                                 | Оборотная сторона    | Номинал (динаров)    | Размеры (мм)         | Основные цвета        | Лицевая сторона                   | Оборотная сторона                                      | Годы печати          |
| ----------------------------------------------- | -------------------- | -------------------- | -------------------- | --------------------- | --------------------------------- | ------------------------------------------------------ | -------------------- |
|                                                 |                      | 10                   | 139×66               | красный               | девочка                           | буквы и цифры                                          | 1990                 |
|                                                 |                      | 50                   | 145×75               | фиолетовый            | мемориальный комплекс в Мраковице | памятник павшим воинам в Долине героев                 | 1990                 |
|                                                 |                      | 50                   | 147×70               | фиолетовый            | мальчик                           | розы                                                   | 1990                 |
|                                                 |                      | 100                  | 151×72               | оливковый, оранжевый  | молодая крестьянка                | колос пшеницы                                          | 1990                 |
|                                                 |                      | 100                  | 151×72               | оливковый             | молодая крестьянка                | колос пшеницы                                          | 1991                 |
|                                                 |                      | 200                  | 145×75               | коричневый            | мемориальный комплекс в Мраковице | памятник «Перебитое крыло» в парке Шумарице, Крагуевац | 1990                 |
|                                                 |                      | 500                  | 159×76               | синий                 | юноша                             | горный пейзаж                                          | 1990                 |
|                                                 |                      | 500                  | 159×76               | коричневый, оранжевый | юноша                             | горный пейзаж                                          | 1991                 |
|                                                 |                      | 1000                 | 163×78               | коричневый, оранжевый | Никола Тесла                      | трансформатор Теслы                                    | 1990                 |
|                                                 |                      | 1000                 | 163×78               | синий                 | Никола Тесла                      | трансформатор Теслы                                    | 1991                 |
|                                                 |                      | 5000                 | 167×80               | фиолетовый            | Иво Андрич                        | Вишеградский мост                                      | 1991                 |
| Масштаб изображений — 1,0 пикселя на миллиметр. |                      |                      |                      |                       |                                   |                                                        |                      |

### Динар 1992—1993 года
Независимые Словения, Хорватия, Босния и Герцеговина и Македония вводят свои национальные валюты, однако югославский динар продолжает хождение на территориях, подконтрольным сербским силам в ходе войн в Боснии и Хорватии.
Новая серия банкнот была введена в 1992 году. Она состояла из бон с номиналами 100, 500, 1000, 5000, 10 000 и 50 000. В 1993 году введены боны 100 000, 500 000, 1 млн, 5 млн, 10 млн, 50 млн, 100 млн, 500 млн, 1 млрд и 10 млрд динаров.
Также чеканились монеты 1, 2, 5, 10 и 50 динар. Особенностью их дизайна были очень крупные, толстые цифры номинала. Начиная с этого выпуска монет и практически до распада Югославии вместо герба на оборотной стороне изображалась эмблема Национального банка.
| Серия 1992—1993 года                            | Серия 1992—1993 года | Серия 1992—1993 года | Серия 1992—1993 года | Серия 1992—1993 года           | Серия 1992—1993 года | Серия 1992—1993 года                             | Серия 1992—1993 года |
| Изображение                                     | Изображение          | Номинал (динаров)    | Размеры (мм)         | Основные цвета                 | Описание             | Описание                                         | Годы печати          |
| Лицевая сторона                                 | Оборотная сторона    | Номинал (динаров)    | Размеры (мм)         | Основные цвета                 | Лицевая сторона      | Оборотная сторона                                | Годы печати          |
| ----------------------------------------------- | -------------------- | -------------------- | -------------------- | ------------------------------ | -------------------- | ------------------------------------------------ | -------------------- |
|                                                 |                      | 100                  | 151×72               | голубой, серый                 | молодая крестьянка   | колос пшеницы                                    | 1992                 |
|                                                 |                      | 500                  | 159×76               | фиолетовый                     | юноша                | горный пейзаж                                    | 1992                 |
|                                                 |                      | 1000                 | 163×78               | красный                        | Никола Тесла         | трансформатор Теслы                              | 1992                 |
|                                                 |                      | 5000                 | 167×80               | сине-зелёный, оливковый        | Иво Андрич           | Вишеградский мост                                | 1992                 |
|                                                 |                      | 10 000               | 139×66               | коричневый                     | девочка              | буквы и цифры                                    | 1992                 |
|                                                 |                      | 50 000               | 147×70               | зелёный, фиолетовый            | мальчик              | розы                                             | 1992                 |
|                                                 |                      | 100 000              | 151×72               | оливковый, оранжевый           | молодая крестьянка   | подсолнухи                                       | 1993                 |
|                                                 |                      | 500 000              | 159×76               | синий, фиолетовый              | юноша                | горнолыжный курорт Копаоник                      | 1993                 |
|                                                 |                      | 1 млн                | 147×70               | фиолетовый, голубой, оранжевый | мальчик              | ирисы                                            | 1993                 |
|                                                 |                      | 5 млн                | 163×78               | фиолетовый, синий              | Никола Тесла         | трансформатор Теслы, плотина ГЭС Джердап I       | 1993                 |
|                                                 |                      | 10 млн               | 167×80               | серо-зелёный                   | Иво Андрич           | здание Национальной библиотеки Сербии            | 1993                 |
|                                                 |                      | 50 млн               | 139×66               | оранжевый, серый               | девочка              | здание Белградского университета                 | 1993                 |
|                                                 |                      | 100 млн              | 159×76               | голубой, серый                 | юноша                | здание Сербской академии наук и искусств         | 1993                 |
|                                                 |                      | 500 млн              | 151×72               | фиолетовый, серый              | молодая крестьянка   | здание сельскохозяйственного факультета в Земуне | 1993                 |
|                                                 |                      | 1 млрд               | 178×82               | красный                        | девочка              | здание Народной скупщины                         | 1993                 |
|                                                 |                      | 10 млрд              | 163×78               | фиолетовый, розовый            | Никола Тесла         | трансформатор Теслы                              | 1993                 |
| Масштаб изображений — 1,0 пикселя на миллиметр. |                      |                      |                      |                                |                      |                                                  |                      |

### Динар 1993 года
В этом выпуске были напечатаны банкноты номиналом 5000, 10 000, 50 000, 500 000, 5 млн, 50 млн, 500 млн, 5 млрд, 50 млрд и 500 млрд динаров. Необычная последовательность номиналов связана с гиперинфляцией в Югославии.
Также были отчеканены монеты номиналами в 1, 2, 5 динар (номинал в шестиугольнике), 10, 50, 100 и 500 динар (номинал в восьмиугольнике).
| Серия 1993 года                                 | Серия 1993 года   | Серия 1993 года   | Серия 1993 года | Серия 1993 года                | Серия 1993 года      | Серия 1993 года                             | Серия 1993 года |
| Изображение                                     | Изображение       | Номинал (динаров) | Размеры (мм)    | Основные цвета                 | Описание             | Описание                                    | Годы печати     |
| Лицевая сторона                                 | Оборотная сторона | Номинал (динаров) | Размеры (мм)    | Основные цвета                 | Лицевая сторона      | Оборотная сторона                           | Годы печати     |
| ----------------------------------------------- | ----------------- | ----------------- | --------------- | ------------------------------ | -------------------- | ------------------------------------------- | --------------- |
|                                                 |                   | 5000              | 158×76          | коричневый, оливковый          | Никола Тесла         | музей Теслы в Белграде                      | 1993            |
|                                                 |                   | 10 000            | 163×78          | серый, зелёный, оранжевый      | Вук Караджич         | монастырь Тршич, сербский алфавит           | 1993            |
|                                                 |                   | 50 000            | 138×65          | синий, розовый                 | Пётр II Петрович     | Цетинский монастырь                         | 1993            |
|                                                 |                   | 500 000           | 143×68          | зелёный, оранжевый             | Доситей Обрадович    | монастырь Ново-Хопово                       | 1993            |
|                                                 |                   | 5 млн             | 147×70          | оранжевый, зелёный, коричневый | Карагеоргий          | Церковь и усыпальница Карагеоргия в Тополе  | 1993            |
|                                                 |                   | 50 млн            | 151×72          | красный, оранжевый, фиолетовый | Михаил Пупин         | здание первой телефонной станции в Белграде | 1993            |
|                                                 |                   | 500 млн           | 139×66          | синий, голубой, оранжевый      | Йован Цвиич          | Белградский университет                     | 1993            |
|                                                 |                   | 5 млрд            | 143×68          | жёлтый, оливковый              | Джура Якшич          | монастырь Врачевшница                       | 1993            |
|                                                 |                   | 50 млрд           | 163×78          | серый, оранжевый               | Милош Обренович      | дворец Обреновича                           | 1993            |
|                                                 |                   | 500 млрд          | 151×72          | красный, синий                 | Йован Йованович-Змай | Национальная библиотека Сербии              | 1993            |
| Масштаб изображений — 1,0 пикселя на миллиметр. |                   |                   |                 |                                |                      |                                             |                 |

### Динар 1994 года
В январе 1994 года была выпущена новая серия банкнот номиналами 10, 100, 1000, 5000, 50 000 и 500 000 и 10 млн динаров. Эти деньги находились в обращении всего несколько недель, прежде чем были заменены новой денежной единицей — новым динаром.
Была также отчеканена монета номиналом в 1 динар, практически сразу утратившая ценность и ставшая нумизматическим курьёзом.
| Серия 1994 года                                 | Серия 1994 года   | Серия 1994 года   | Серия 1994 года | Серия 1994 года          | Серия 1994 года   | Серия 1994 года                            | Серия 1994 года |
| Изображение                                     | Изображение       | Номинал (динаров) | Размеры (мм)    | Основные цвета           | Описание          | Описание                                   | Годы печати     |
| Лицевая сторона                                 | Оборотная сторона | Номинал (динаров) | Размеры (мм)    | Основные цвета           | Лицевая сторона   | Оборотная сторона                          | Годы печати     |
| ----------------------------------------------- | ----------------- | ----------------- | --------------- | ------------------------ | ----------------- | ------------------------------------------ | --------------- |
|                                                 |                   | 10                | 114×55          | сине-зелёный, коричневый | Йосиф Панчич      | горный пейзаж                              | 1994            |
|                                                 |                   | 100               | 135×63          | синий, розовый           | Никола Тесла      | музей Теслы в Белграде                     | 1994            |
|                                                 |                   | 1000              | 139×66          | серый, коричневый        | Пётр II Петрович  | Цетинский монастырь                        | 1994            |
|                                                 |                   | 5000              | 142×68          | голубой, розовый         | Доситей Обрадович | монастырь Ново-Хопово                      | 1994            |
|                                                 |                   | 50 000            | 146×70          | красный, оранжевый       | Карагеоргий       | Церковь и усыпальница Карагеоргия в Тополе | 1994            |
|                                                 |                   | 500 000           | 139×66          | жёлтый                   | Йован Цвиич       | Белградский университет                    | 1994            |
|                                                 |                   | 10 млн            | 168×80          | серо-зелёный             | Иво Андрич        | здание Национальной библиотеки Сербии      | 1994            |
| Масштаб изображений — 1,0 пикселя на миллиметр. |                   |                   |                 |                          |                   |                                            |                 |

### Новый динар
24 января 1994 года в обращение были введены купюры достоинством 1, 5 и 10 новых динаров. В конце года были выпущены ещё банкноты номиналами 5, 10 и 20 новых динаров, а в 1996 году — номиналом 50 и 100 новых динаров. В 2000 году вышла новая серия, включающая боны 10, 20, 50 и 100 динаров, уже без слова «новый». В 2001 году серия была дополнена банкнотами 200 и 1000 динаров, а в 2002 году — 5000 динаров.
Первоначально новый динар использовался на всей территории Союзной Республики Югославия, а также на территории непризнанных Республики Сербской и Республики Сербская Краина. К 2000 году зона использования нового динара сократилась до территории Республики Сербии за вычетом территории Косово.
Также чеканились монеты:
- с эмблемой национального банка: 1, 5, 10, 50 пара, 1 динар. Некоторые монеты одного и того же номинала постепенно изменяли размер в сторону уменьшения.
- с гербом (двуглавым орлом): 50 пара (два варианта дизайна), 1 динар (два варианта дизайна), 2 и 5 динар. Дизайн монет в 1, 2 и 5 динар использовался и на монетах сербского динара после распада Югославии.

| Серия «новый динар» 1994—1999 годов             | Серия «новый динар» 1994—1999 годов | Серия «новый динар» 1994—1999 годов | Серия «новый динар» 1994—1999 годов | Серия «новый динар» 1994—1999 годов | Серия «новый динар» 1994—1999 годов | Серия «новый динар» 1994—1999 годов | Серия «новый динар» 1994—1999 годов |
| Изображение                                     | Изображение                         | Номинал (новых динаров)             | Размеры (мм)                        | Основные цвета                      | Описание                            | Описание                            | Годы печати                         |
| Лицевая сторона                                 | Оборотная сторона                   | Номинал (новых динаров)             | Размеры (мм)                        | Основные цвета                      | Лицевая сторона                     | Оборотная сторона                   | Годы печати                         |
| ----------------------------------------------- | ----------------------------------- | ----------------------------------- | ----------------------------------- | ----------------------------------- | ----------------------------------- | ----------------------------------- | ----------------------------------- |
|                                                 |                                     | 1                                   | 125×60                              | сине-зелёный, коричневый            | Йосиф Панчич                        | горный пейзаж                       | 1994                                |
|                                                 |                                     | 5                                   | 135×63                              | розовый                             | Никола Тесла                        | музей Теслы в Белграде              | 1994                                |
|                                                 |                                     | 5                                   | 135×63                              | фиолетовый                          | Никола Тесла                        | музей Теслы в Белграде              | 1994                                |
|                                                 |                                     | 10                                  | 136×64                              | фиолетовый, синий                   | Пётр II Петрович                    | Цетинский монастырь                 | 1994                                |
|                                                 |                                     | 10                                  | 135×64                              | красный, коричневый                 | Пётр II Петрович                    | Цетинский монастырь                 | 1994                                |
|                                                 |                                     | 20                                  | 139×66                              | зелёный, оранжевый                  | Джура Якшич                         | Монастырь Врачевшница               | 1994                                |
|                                                 |                                     | 50                                  | 143×68                              | синий                               | Милош Обренович                     | Усадьба Милоша Обреновича           | 1996                                |
|                                                 |                                     | 100                                 | 148×74                              | жёлтый                              | Доситей Обрадович                   | Монастырь Ново-Хопово               | 1996                                |
|                                                 |                                     | 200                                 | 146×69                              | зелёный                             | Стеван Мокраняц                     | Пианино                             | 1999                                |
| Масштаб изображений — 1,0 пикселя на миллиметр. |                                     |                                     |                                     |                                     |                                     |                                     |                                     |

| Изображение                                     | Изображение       | Номинал (динаров) | Размеры (мм) | Основные цвета                         | Описание                                                                                              | Годы печати | Дата выпуска в обращение |
| Лицевая сторона                                 | Оборотная сторона | Номинал (динаров) | Размеры (мм) | Основные цвета                         | Описание                                                                                              | Годы печати | Дата выпуска в обращение |
| ----------------------------------------------- | ----------------- | ----------------- | ------------ | -------------------------------------- | --- | ----------- | ------------------------ |
|                                                 |                   | 10                | 131×62       | жёлтый                                 | портрет лингвиста Вука Караджича введённые им в сербскую кириллицу буквы                              | 2000        | 31.05.2001               |
|                                                 |                   | 20                | 135×64       | зелёный                                | портрет правителя Черногории Петра II Петровича мавзолей на вершине горы Ловчен                       | 2000        | 15.12.2000               |
|                                                 |                   | 50                | 139×66       | фиолетовый                             | портрет Стевана Мокраняца скрипка                                                                     | 2000        | 15.12.2000               |
|                                                 |                   | 100               | 143×68       | синий                                  | портрет учёного и изобретателя Николы Теслы катушка высокочастотного трансформатора                   | 2000        | 15.12.2000               |
|                                                 |                   | 200               | 147×70       | розовый коричневый                     | портрет художницы Надежды Петрович здание монастыря Грачаница                                         | 2001        | 31.05.2001               |
|                                                 |                   | 1000              | 151×72       | красный                                | портрет Джордже Вайферта на фоне собственной пивоварни, а также в здании Народного банка Сербии       | 2001        | 20.09.2001               |
|                                                 |                   | 2000              | 74 х 155     | серо-оливковый жёлто-оранжевый и синий | портрет учёного Милутина Миланковича, на обороте – фрагменты научных работ Милутина Миланковича       | 2011        | 30.12.2011               |
|                                                 |                   | 5000              | 159×76       | фиолетовый зелёный                     | портрет политика Слободана Йовановича фрагменты зданий Сербской академии наук и искусств и Парламента | 2002        | 21.08.2002               |
|                                                 |                   |                   |              |                                        | |             |                          |
| Масштаб изображений — 1,0 пикселя на миллиметр. |                   |                   |              |                                        | |             |                          |

## Валюты, заменившие югославский динар
| Государство / Территория (дата выхода из Югославии / Сербии) | Общая валюта                                                              | Собственная валюта и дата её введения (принятия) | Собственная валюта и дата её введения (принятия) | Собственная валюта и дата её введения (принятия) | Собственная валюта и дата её введения (принятия) | Собственная валюта и дата её введения (принятия) | Собственная валюта и дата её введения (принятия) | Собственная валюта и дата её введения (принятия) | Собственная валюта и дата её введения (принятия) | Собственная валюта и дата её введения (принятия) | Собственная валюта и дата её введения (принятия) | Собственная валюта и дата её введения (принятия) | Собственная валюта и дата её введения (принятия) |
| Государство / Территория (дата выхода из Югославии / Сербии) | Общая валюта                                                              | 1991—1994                                        | 1991—1994                                        | 1991—1994                                        | 1991—1994                                        | 1995—2002                                        | 1995—2002                                        | 1995—2002                                        | 1995—2002                                        | 1995—2002                                        | 2003                                             | 2004–2022                                        | С 2023 года                                      |
| ------------------------------------------------------------ | ------------------------------------------------------------------------- | ------------------------------------------------ | ------------------------------------------------ | ------------------------------------------------ | ------------------------------------------------ | ------------------------------------------------ | ------------------------------------------------ | ------------------------------------------------ | ------------------------------------------------ | ------------------------------------------------ | ------------------------------------------------ | ------------------------------------------------ | ------------------------------------------------ |
| Сербия                                                       | Новый югославский динар (YUD) ↓ 1990 (январь) ↓ Югославский динар (YUN) ↓ | YUN ↑                                            | YUN ↑                                            | YUN ↑                                            | YUN ↑                                            | Югославский динар (YUM; 1995, ноябрь)            | Югославский динар (YUM; 1995, ноябрь)            | YUM ↑                                            | YUM ↑                                            | YUM ↑                                            | Сербский динар (CSD; 2003, июль)                 | Сербский динар (RSD; 2006, октябрь) →            | Сербский динар (RSD; 2006, октябрь) →            |
| Косово · (17.02.2008)                                        | Новый югославский динар (YUD) ↓ 1990 (январь) ↓ Югославский динар (YUN) ↓ | YUN ↑                                            | YUN ↑                                            | YUN ↑                                            | YUN ↑                                            | Югославский динар (YUM; 1995, ноябрь)            | Югославский динар (YUM; 1995, ноябрь)            | Немецкая марка (1999, октябрь)                   | Немецкая марка (1999, октябрь)                   | Евро (EUR; 2002, март) →                         | Евро (EUR; 2002, март) →                         | Евро (EUR; 2002, март) →                         | Евро (EUR; 2002, март) →                         |
| Черногория · (03.06.2006)                                    | Новый югославский динар (YUD) ↓ 1990 (январь) ↓ Югославский динар (YUN) ↓ | YUN ↑                                            | YUN ↑                                            | YUN ↑                                            | YUN ↑                                            | Югославский динар (YUM; 1995, ноябрь)            | Югославский динар (YUM; 1995, ноябрь)            | Немецкая марка (1999, январь)                    | Немецкая марка (1999, январь)                    | Евро (EUR; 2002, март) →                         | Евро (EUR; 2002, март) →                         | Евро (EUR; 2002, март) →                         | Евро (EUR; 2002, март) →                         |
| Республика Сербская · (28.02.1992)                           | Новый югославский динар (YUD) ↓ 1990 (январь) ↓ Югославский динар (YUN) ↓ |                                                  | Динар Республики Сербской (1992)                 | Динар Республики Сербской (1993, октябрь)        | Динар Республики Сербской (1993, октябрь)        | Динар Республики Сербской (1993, октябрь)        | Конвертируемая марка (1997, июль) →              | Конвертируемая марка (1997, июль) →              | Конвертируемая марка (1997, июль) →              | Конвертируемая марка (1997, июль) →              | Конвертируемая марка (1997, июль) →              | Конвертируемая марка (1997, июль) →              | Конвертируемая марка (1997, июль) →              |
| Федерация Боснии и Герцеговины · (06.04.1992)                | Новый югославский динар (YUD) ↓ 1990 (январь) ↓ Югославский динар (YUN) ↓ | Динар Боснии и Герцеговины (1992, июль)          | Динар Боснии и Герцеговины (1992, июль)          | Динар Боснии и Герцеговины (1994)                | Динар Боснии и Герцеговины (1994)                |                                                  | Конвертируемая марка (1997, июль) →              | Конвертируемая марка (1997, июль) →              | Конвертируемая марка (1997, июль) →              | Конвертируемая марка (1997, июль) →              | Конвертируемая марка (1997, июль) →              | Конвертируемая марка (1997, июль) →              | Конвертируемая марка (1997, июль) →              |
| Северная Македония · (08.09.1991)                            | Новый югославский динар (YUD) ↓ 1990 (январь) ↓ Югославский динар (YUN) ↓ | Македонский денар (1992, апрель) →               | Македонский денар (1993, май) →                  | Македонский денар (1993, май) →                  | Македонский денар (1993, май) →                  | Македонский денар (1993, май) →                  | Македонский денар (1993, май) →                  | Македонский денар (1993, май) →                  | Македонский денар (1993, май) →                  | Македонский денар (1993, май) →                  | Македонский денар (1993, май) →                  | Македонский денар (1993, май) →                  |                                                  |
| Хорватия · (25.06.1991)                                      | Новый югославский динар (YUD) ↓ 1990 (январь) ↓ Югославский динар (YUN) ↓ | Хорватский динар (1991, декабрь)                 | Хорватский динар (1991, декабрь)                 | Хорватский динар (1991, декабрь)                 | Хорватская куна (1994, май) →                    | Хорватская куна (1994, май) →                    | Хорватская куна (1994, май) →                    | Хорватская куна (1994, май) →                    | Хорватская куна (1994, май) →                    | Хорватская куна (1994, май) →                    | Хорватская куна (1994, май) →                    | Хорватская куна (1994, май) →                    | Евро (EUR; 2023, январь) →                       |
| Республика Сербская Краина · (19.12.1991)                    | Новый югославский динар (YUD) ↓ 1990 (январь) ↓ Югославский динар (YUN) ↓ | Динар Сербской Краины (1991, декабрь)            | Динар Сербской Краины (1991, декабрь)            | Динар Сербской Краины (1991, декабрь)            | Хорватская куна (1994, май) →                    | Хорватская куна (1994, май) →                    | Хорватская куна (1994, май) →                    | Хорватская куна (1994, май) →                    | Хорватская куна (1994, май) →                    | Хорватская куна (1994, май) →                    | Хорватская куна (1994, май) →                    | Хорватская куна (1994, май) →                    | Евро (EUR; 2023, январь) →                       |
| Словения · (25.06.1991)                                      | Новый югославский динар (YUD) ↓ 1990 (январь) ↓ Югославский динар (YUN) ↓ | Словенский толар (1991, октябрь)                 | Словенский толар (1991, октябрь)                 | Словенский толар (1991, октябрь)                 | Словенский толар (1991, октябрь)                 | Словенский толар (1991, октябрь)                 | Словенский толар (1991, октябрь)                 | Словенский толар (1991, октябрь)                 | Словенский толар (1991, октябрь)                 | Словенский толар (1991, октябрь)                 | Словенский толар (1991, октябрь)                 | Евро (EUR; 2007, январь) →                       | Евро (EUR; 2007, январь) →                       |

| Югославский динар (YUN, YUM) и/или сербский динар (CSD, RSD) — единственное законное платёжное средство           | Современная зона обращения сербского динара (RSD)         |
| Югославский динар (YUN, YUM) и/или сербский динар (CSD, RSD) в параллельном обращении с местной денежной единицей |                                                           |
| Национальная валюта — единственное законное платёжное средство                                                    | Еврозона; евро — единственное законное платёжное средство |

## Комментарии
1. ↑  Частично признанное государство
2. 1 2  Использование евро де-факто, но не де-юре
3. 1 2  Автономия в составе единого государства  Босния и Герцеговина
4. ↑  Ликвидирована в ходе операций «Молния» и «Буря» в 1995 году